# Телефонный эфир
«Телефо́нный эфи́р» — техническое и социальное явление, существовавшее во время использования декадно-шаговых АТС в телефонных сетях общего пользования. Наибольшую известность получило в Ленинграде в период с начала 1980-х до середины 1990-х.

## Суть явления
С технической точки зрения «телефонный эфир» представлял собой нештатный режим работы декадно-шаговой АТС, из-за которого все абоненты, позвонившие на один и тот же незадействованный (не подключенный к абонентской линии) номер, оказывались соединёнными между собой в режиме конференц-связи. Как правило, при этом в линии звучали короткие гудки сигнала «занято», мешавшие разговору, но в отдельных случаях этот сигнал был отключен и «эфир» оказывался чистым.
Социальная составляющая заключается в формировании сообщества людей, использующих обнаруженный коммуникативный ресурс для новой формы межличностной коммуникации. «Телефонный эфир» был прообразом анонимного голосового чата.

## История

### СССР и постсоветские государства

#### Ленинград
По некоторым сведениям, первыми пользователями «эфира» в Ленинграде ещё в 1970-е годы были фарцовщики. В начале 1980-х «телефонный эфир» был обнаружен ленинградской молодёжью и стал активно использоваться для общения. Анонимность «телефонного эфира» имела особое значение для молодых людей, облегчая общение и способствуя знакомствам. К середине 1980-х сформировалось устойчивое сообщество пользователей «эфира», лидеров которого было принято называть «королями», появились общепринятые правила поведения, «офлайновые» встречи пользователей.
Благодаря популярности «телефонного эфира» в Ленинграде, в середине 1980-х явление было замечено работниками как социальной, так и технической сферы. В прессе появились статьи об «эфире», был снят документальный фильм. Комсомольские работники из сектора самодеятельных объединений при Ленинградском горкоме ВЛКСМ отнеслись к пользователям «эфира» благосклонно и обещали содействие. Но для работников городской телефонной сети «телефонный эфир» представлял крайне нежелательное явление: многочисленные и длительные соединения пользователей «эфира» создавали излишнюю нагрузку, на которую телефонная сеть была не рассчитана. В результате у обычных телефонных абонентов возникали проблемы с дозвоном.
Телефонисты начали борьбу с «паразитной нагрузкой». Выявленные номера «эфира» блокировались, но сообщество находило новые, и использование «телефонного эфира» продолжалось. Тем не менее, к концу 1990-х явление постепенно угасло. В качестве основных причин этого называют постепенный переход городских АТС на новые технологии, исключавшие техническую возможность «телефонного эфира», и изменения в постсоветском обществе, сопровождавшиеся появлением новых развлечений и форм общения.

### США
В США аналог «телефонного эфира» был известен фрикерам с конца 1960-х под названием «party lines». В американских телефонных сетях в не подключенную к абонентскому устройству линию проигрывались не короткие гудки, а голосовое сообщение, громкость которого могла быть достаточно низкой и позволять позвонившим на один незадействованный номер пользователям разговаривать «поверх» этого сообщения. В отличие от советской практики, обнаружение явления персоналом телефонных сетей привело к созданию платной услуги голосового чата.

## В культуре
- Документальный фильм режиссера Арона Каневского «Что могут короли?..» (Лентелефильм, 1987)[4][1]
- В повести Александра Житинского «Старичок с большой Пушкарской» герои Санька и Захар знакомятся в «эфире»[5].
- Композиция «Эфир 2101» из альбома «Баланс» рок-группы «Кофе» создана по мотивам ленинградского «телефонного эфира»[6][7].
- По одной из версий телефонный номер из песни «2-12-85-06» альбома «Дети Декабря» рок-группы «Аквариум» являлся одним из номеров «телефонного эфира»[8][9].